# Droga wojewódzka nr 906
Droga wojewódzka nr 906 (DW906) – droga wojewódzka od długości ok. 22 km łącząca Lubliniec z Piaskiem. Trasa ta znajduje się na obszarze województwa śląskiego, powiatu lublinieckiego.

## Miejscowości leżące przy trasie DW906
- Lubliniec (DK11, DK46)
- Sadów
- Koszęcin (DW907)
- Strzebiń
- Bukowiec (DW905)
- Piasek (DW908)